# メズタン
『メズタン』 (仏: Mezzetin、英: Mezzetino) は、フランスのロココ期の画家アントワーヌ・ヴァトーが制作した油彩画である。「メズタン」という語はイタリア語の 'mezzetino' (メッツェティーノ) に由来し、本作における舞台衣装を着た音楽家の名前ではなく、18世紀に流行した演劇の登場人物の一人である。当初、本作は、ヴァトーの絵画の最も有名なコレクターで庇護者であった織物商ジャン・ド・ジュリエンヌ が所有していた。次いでロシアの女帝エカチェリーナ2世の手中に帰し、エルミタージュ美術館に入ったが、1930年代のソ連政府のエルミタージュ美術品売却の際、アメリカに渡り、ニューヨークのメトロポリタン美術館に収蔵された。

## 概要
18世紀のフランスでは、パリやその近郊で縁日の日に設えられた非公式の劇場でイタリアの即興喜劇「コンメディア・デッラルテ」が盛んに上演され、あらゆる社会階層の人々が楽しんだが、メズタンはその登場人物であった。メズタンはおどけ者の使用人か従者で、ギターを奏でながら報われない恋をむなしく追い求める。本作でも、ヴァトーはメズタンの背後の庭園に、背をむけている女性の彫像を描いている。ベレー帽、襞襟、縦縞の上着に膝丈の半ズボンという男性の服装はメズタンの衣装に特徴的なデザインであるが、通常のメズタンの上着の縦縞は赤と白であったため、青を用いている本作の色遣いは独特のものである。

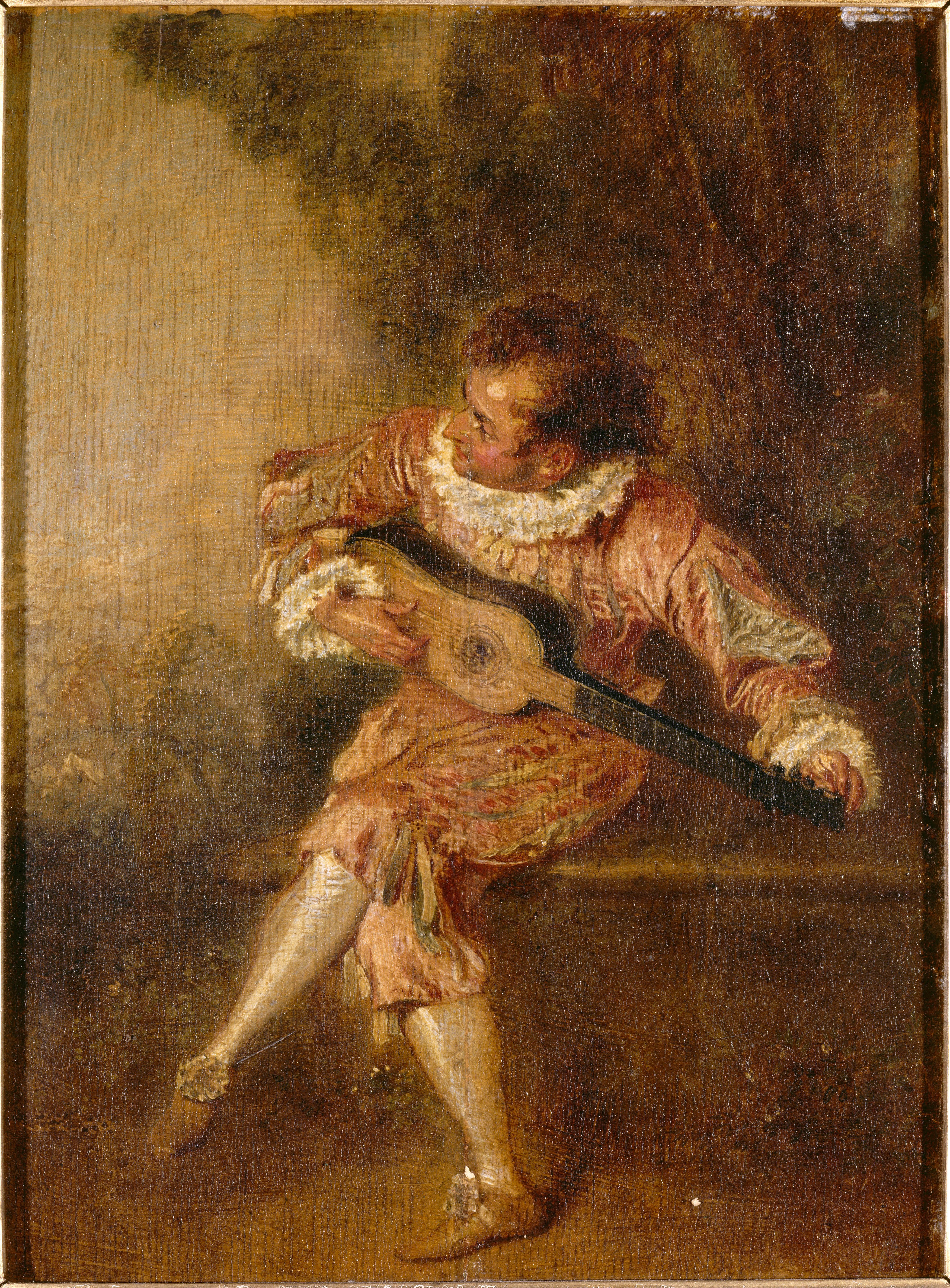
『メズタン』、24 cm × 17 cm、1715年頃、コンデ美術館、シャンティイ

本作は、ヴァトーが描いた数少ない単身像の一つである。経年劣化も後世の修復による損傷もほとんどなく、ヴァトーにしては珍しく色彩豊かで、人物の肌の多様な色調はルーベンスの影響を感じさせる。実際、本作の当初の所有者であったジュリエンヌの1767年の遺産の競売目録には、「一人のメズタンがギターを弾いている。彼は庭でベンチに座っている。絵画の保存状態は極めて良好であり、人物の肌はルーベンスのような色調である。これらの美点がこの作品を特徴づけている」と記されている。
ヴァトーは絵画だけでなく素描においても才能に恵まれた画家であったが、本作の約半分のサイズの習作素描『男性の頭部』がメトロポリタン美術館に所蔵されている。この素描は観察力と性格描写の迫真性が際立っている。
なお、シャンティイのコンデ美術館には、ヴァトーが本作より以前の1715年頃に描いた小品の『メズタン』が収蔵されている。